# Ludvig Holberg

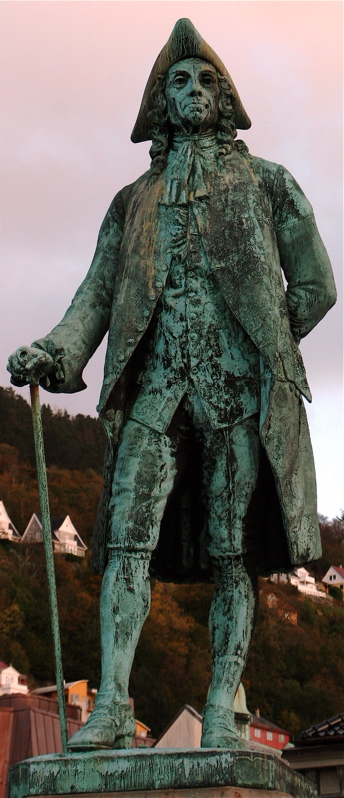
Holberg szobra a norvégiai Bergenben

Báró Ludvig Holberg (Bergen, 1684. december 3. – Koppenhága, 1754. január 21.) norvég-dán író.

## Élete
Norvégiában született és tanult, azonban élete túlnyomó részét a dániai Koppenhágában töltötte, így mind a norvégok, mind a dánok sajátjuknak tekintik.
Szülei hat gyermeke közül ő volt a legfiatalabb. Apja eredetileg katonai pályára szánta – ő maga is katona volt, nemesítése után ezredesi rangig vitte –, de a fiatalember úgy érezte, nem ez a hivatása. 1704-ben elvégezte egyetemi tanulmányait Dániában. A következő 12 éven át bejárta Hollandiát, Angliát, Németországot és Olaszországot, nevelősködéssel tartva fönn magát. 
1714-ben az egyetemi tanári címet szerezte meg, 1716-ban a metafizika, 1720-ban a filológia és retorika, 1730-ban pedig a történelem tanára lett a koppenhágai egyetemen. Ekkor jelent meg első, nagy feltűnést keltő műve, a Peder Paars szatirikus eposz, amely határkövet jelent a dán irodalom mezsgyéjén. E hősköltemény mintegy bevezetéséül szolgált Holberg színműveinek, amelyekben hatványozott erővel nyilatkozott meg a költő reformátori lelke. 1722-ben alapították meg Koppenhágában az első dán színházat. Holberg 1725-ig húsznál több színművet írt e színház számára. Tárgyait mindig a mindennapi emberek életéből merítette. 
1725 és '26-ban Párizsban élt, hazatérte után a népszerű, oktató irányú történeti irodalom művelésére adta magát. 1729-ben jelent meg Danemarks og Norges Beskrivelse munkája. 1732-től 1735-ig pedig főtörténelmi munkája: Danemarks Riges Historie. E közben sok latin nyelven kiadott életrajzot és epigrammát írt meg, ugyancsak latin nyelven írta meg azt a könyvet, amely világhírűvé tette nevét s amelyet a cenzúra miatt halála előtt csak kevés idővel Jens Immanuel Baggesen fordított le dán nyelvre: Niels Klim-et (1741). Hatvan éves korában újabb színműveket írt és Epistler c. alatt 500 tartalmas levelet adott ki, amelyek hazája egész társadalmi és irodalmi életét és történetét tárgyalják kritikai szempontból. Utolsó műve volt a Moralske Fabler.
Művei közül Niels Klim-et Győrfi József (Pozsony, 1783) fordította latinból magyarra, Klimius Miklósnak Föld alatt való utja címmel. Ez a mű 1987-ben reprint kiadásban is megjelent. Színműveit is sokat dolgozták át századunk elején, legnagyobbrészt német fordítások alapján. Műveit és korát érdekesen tárgyalja Georg Brandes (1885).

## Emlékezete
- Edvard Grieg norvég zeneszerző a tiszteletére írta meg a Holberg-szvitet.
- Szülővárosában, Bergenben szobra áll és utca is viseli a nevét.
- A kanadai Vancouver-sziget északi részén dán bevándorlók 1907-ben várost alapítottak, amit Holbergről neveztek el.
- A Merkúron kráter viseli a nevét.

## Munkái

### Komédiák
- Den Politiske Kandestøber, 1722
- Den Vægelsindede, 1722
- Jean de France eller Hans Frandsen, 1722
- Jeppe paa Bjerget eller den forvandlede Bonde, 1722
- Mester Gert Westphaler, 1722
- Barselstuen, 1723
- Den ellefte Junii, 1723
- Jacob von Tyboe eller den stortalende Soldat, 1723
- Ulysses von Ithacia, 1723
- Erasmus Montanus eller Rasmus Berg, 1723
- Don Ranudo de Colibrados, 1723
- Uden Hoved og Hale, 1723
- Den Stundesløse, 1723
- Hexerie eller Blind Allarm, 1723
- Melampe, 1723
- Det lykkelige Skibbrud, 1724
- Det Arabiske Pulver, 1724
- Mascarade, 1724
- Julestuen, 1724
- De Usynlige, 1724
- Kildereisen, 1725
- Henrich og Pernille, 1724-1726
- Den pantsatte Bondedreng, 1726
- Pernilles korte Frøkenstand, 1727
- Den Danske Comoedies Liigbegængelse, 1727
- Den honette Ambition, 1731
- Plutus eller Proces imellom Fattigdom og Riigdom, kiadva: 1753
- Husspøgelse eller Abracadabra, kiadva: 1753
- Philosophus udi egen Indbildning, kiadva: 1754
- Republiqven eller det gemeene Bedste, kiadva: 1754
- Sganarels Rejse til det philosophiske Land, kiadva: 1754

### Versek
- Peder Paars, 1720
- fire Skæmtedigte, 1722
- Metamorphosis eller Forvandlinger, 1726

### Regények
- Nicolai Klimii iter subterraneum, 1741 (Hans Hagerup fordította le dán nyelvre 1742-ben, Niels Klims underjordiske Rejse címmel)

### Esszék
- Moralske Tanker, 1744
- Epistler, 1748–54
- Moralske Fabler, 1751
- Tre latinske levnedsbreve, 1728–1743

### Történelmi vonatkozású művek
- Introduction til de fornemste Europæiske Rigers Historier, 1711
- Morals Kierne eller Introduction til Naturens og Folke-Rettens Kundskab, 1716
- Dannemarks og Norges Beskrivelse, 1729
- Dannemarks Riges Historie, 1732–35
- Den berømmelige Norske Handel-Stad Bergens Beskrivelse, 1737
- Almindelig Kirke-Historie, 1738
- Den jødiske Historie fra Verdens Begyndelse, fortsat til disse Tider, 1742
- Adskillige store Heltes og berømmelige Mænds sammenlignede Historier, 1739–53
- Adskillige Heltinders og navnkundige Damers sammenlignede Historier, 1745

## Magyarul
- Klimius Miklósnak föld alatt való útja, mellyben a földnek ujj tudománya és az ötödik birodalomnak históriája adattatik elöl; ford. Győrfi József; Patzkó Ny., Pozsony, 1783 (hasonmásban: 1987)
- Hatvany Istvánː Theátrumra alkalmaztatott 's válogatva öszve-szedetett munkák / Ludvig Holbergː Az arábiai por. Víg-játék / Aegidius Hunniusː A' siketnéma. Víg-játék; Trattner Ny., Pest, 1793
- Az arábiai por. Holberg utánn szabadon kidolgozta Augustus Kotzebue; ford. domahidai Domahidy Menyhárt; Landerer Ny., Pozsony, 1814
- A politikus csizmadia. Vígjáték; ford., bev., jegyz. Puskás Endre; Városi Ny., Szeged, 1941 (Skandináv irodalom)